# Квривишвили, Мариам
Мариам Квривишвили (груз. მარიამ ქვრივიშვილი, род. 11 июня 1990, Тбилиси) — грузинский политический деятель. Член политсовета партии «Грузинская мечта — Демократическая Грузия». Действующий депутат парламента Грузии с 11 декабря 2020 года. В прошлом — глава Национальной администрации туризма Грузии (GNTA, 2019—2020).

## Биография
Родилась 11 июня 1990 года.
Окончила Международный черноморский университет (IBSU) в Тбилиси по специальности маркетинг.
В 2010—2012 годах — заместитель начальника управления человеческих ресурсов в компании в гостиничном секторе Adjara Group. В 2012—2014 годах — заместитель главы Национальной администрации туризма (GNTA). В 2014—2019 годах — региональный менеджер авиакомпании Flydubai. В 2019—2020 годах — глава Национальной администрации туризма.
По результатам парламентских выборов 2020 года избрана депутатом парламента по партийному списку партии «Грузинская мечта — Демократическая Грузия».